# LAMP法
LAMP法（らんぷほう、Loop-Mediated Isothermal Amplificationの略）とは、標的遺伝子の配列から6つの領域を選んで組み合わせた4種類のプライマーを用いて、鎖置換反応を利用して増幅させる方法である。
プライマーの設計によって、最初の増幅産物のプライマー結合部位にループ構造を生じるようにする。ループ部分は一本鎖なので、次のプライマーが結合できる。鎖置換活性の高い特殊なDNA合成酵素は、進行方向にある二本鎖DNAを解離しながら、自らの伸長反応を進めていく。最終的には、もとの標的配列の約整数倍の長さの増幅産物が1時間ほどの65℃の反応で蓄積する。したがって反応産物を電気泳動するとラダー状である。
PCR法と比較して、1本鎖から2本鎖への変性反応が必要なく、60〜65℃の定温で反応が進行するという特徴があり、サーマルサイクラーのような機器を必要としない。また、増幅速度が速く、特異性も高い（標的以外のものが増えにくい）ことから、反応液の白濁を見るだけでテンプレート（標的）が増えたかどうかを確認できる。
栄研化学が商標権を有している。

## 応用

### 体外診断用医薬品
下記の製品群が感染症の検査としてLoopampシリーズとして栄研化学により商品化されている。
- 結核菌群検出試薬キット
- 百日咳菌検出試薬キットＤ
- マイコプラズマP検出試薬キット
- レジオネラ検出試薬キットC
- H1 pdm 2009インフルエンザウイルス検出試薬キット
- A型インフルエンザウイルス検出試薬キット
- H5亜型インフルエンザウイルス検出試薬キット
- SARSコロナウイルス検出試薬キット
- 新型コロナウイルス2019(SARS-CoV-2)検出試薬キット

### 環境衛生検査
- レジオネラ検出試薬キットE (在郷軍人病)
- クリプトスポリジウム検出試薬キット
- ジアルジア検出試薬キット